# Ентоні Тауншип (округ Лайкомінг, Пенсільванія)
Ентоні Тауншип (англ. Anthony Township) — селище (англ. township) в США, в окрузі Лайкомінг штату Пенсільванія. Населення — 867 осіб (2020).

## Демографія
Згідно з переписом 2010 року, у селищі мешкало 865 осіб у 322 домогосподарствах у складі 262 родин. Було 336 помешкань
Расовий склад населення:
| - 98,7 % — білих - 0,2 % — чорних або афроамериканців - 0,2 % — азіатів |

До двох чи більше рас належало 0,6 %. Частка іспаномовних становила 0,6 % від усіх жителів.
За віковим діапазоном населення розподілялося таким чином: 20,9 % — особи молодші 18 років, 66,0 % — особи у віці 18—64 років, 13,1 % — особи у віці 65 років та старші. Медіана віку мешканця становила 44,9 року. На 100 осіб жіночої статі у селищі припадало 100,2 чоловіків;  на 100 жінок у віці від 18 років та старших — 103,0 чоловіків також старших 18 років.
Середній дохід на одне домашнє господарство  становив 80 444 долари США (медіана — 71 429), а середній дохід на одну сім'ю — 87 272 долари (медіана — 76 000). За межею бідності перебувало 2,8 % осіб, у тому числі 6,8 % дітей у віці до 18 років та 0,0 % осіб у віці 65 років та старших.
Цивільне працевлаштоване населення становило 536 осіб. Основні галузі зайнятості: освіта, охорона здоров'я та соціальна допомога — 26,1 %, виробництво — 24,3 %, будівництво — 11,8 %, роздрібна торгівля — 6,7 %.